# Алекса Шантић (ТВ серија)
Алекса Шантић је југословенска телевизијска серија, снимљена у продукцији тадашње Телевизије Сарајево 1992. године, по истоименом великом босанскохерцеговачком песнику српске националности Алекси Шантићу. Сценарио за серију написали су Ђорђе Лебовић и Јосип Лешић према Лешићевом роману „Алекса Шантић-роман о пјесниковом животу“. Драматургију су радили Абдулах Сидран, Тарик Хаверић и Бојана Андрић, док је директор серије била Оља Варагић. Искусна екипа предвођена је редитељем Александром Јевђевићем. Песме Алексе Шантића отпевао је певач Драган Стојнић.
Серија представља драматизовану биографију великог песника која се у потпуности темељи на стварним чињеницама и документарној грађи. Серија говори о животу Алексе Шантића, његовом стваралаштву и времену у којем је живео. Обухватајући дуг временски период од 1878. до 1924. серија приказује пад Отоманског царства, Аустроугарску окупацију, Први светски рат и Краљевину Срба, Хрвата и Словенаца. Реконструкцијом једне епохе и времена које је на свој начин обележио песник у серији је представљен Шантићев живот кроз сва културна збивања тог времена у његовом родном Мостару.

## Списак епизода
| Епизода    | Трајање | Прво приказивање |
| ---------- | ------- | ---------------- |
| 1. Људевит | 50 мин. | 5. април 1992.   |
| 2. Ристо   | 59 мин. | 12. април 1992.  |
| 3. Анка    | 60 мин. | 19. април 1992.  |
| 4. Емина   | 55 мин. | 26. април 1992.  |
| 5. Зорка   | 55 мин. | 3. мај 1992.     |
| 6. Перо    | 55 мин. | 10. мај 1992.    |
| 7. Радојка | 50 мин. | 17. мај 1992.    |
| 8. Алекса  | 50 мин. | 24. мај 1992.    |